# Бозінген (Фрібур)
Бозінген (нім. Bösingen FR) — громада  в Швейцарії в кантоні Фрібур, округ Зензе.

## Географія
Громада розташована на відстані близько 18 км на захід від Берна, 12 км на північний схід від Фрібура.
Бозінген має площу 14,3 км², з яких на 9,3% дозволяється будівництво (житлове та будівництво доріг), 75,2% використовуються в сільськогосподарських цілях, 14,7% зайнято лісами, 0,8% не є продуктивними (річки, льодовики або гори).

## Демографія
2019 року в громаді мешкало 3409 осіб (+3,7% порівняно з 2010 роком), іноземців було 10,4%. Густота населення становила 238 осіб/км².
За віковим діапазоном населення розподілялося таким чином: 19% — особи молодші 20 років, 62,2% — особи у віці 20—64 років, 18,9% — особи у віці 65 років та старші. Було 1438 помешкань (у середньому 2,3 особи в помешканні).
Із загальної кількості 1024 працюючих 127 було зайнятих в первинному секторі, 348 — в обробній промисловості, 549 — в галузі послуг.